# سراب حاجی پمق
سراب حاجی پمق، روستایی از توابع بخش مرکزی شهرستان دهگلان در استان کردستان ایران است.وجمعیت آن نزدیک به 600 نفر می باشد

## جمعیت
این روستا در دهستان قوری چای قرار دارد و براساس آخرین سرشماری به ۲۲۰ خانوار و جمعیت آن به ۱۵۰۰ نفر می باشد